# Ріггісберг
Ріггісберг (нім. Riggisberg) — громада в Швейцарії в кантоні Берн, адміністративний округ Берн-Міттельланд.

## Географія
Громада розташована на відстані близько 16 км на південь від Берна.
Ріггісберг має площу 34,5 км², з яких на 5,7 % дозволяється будівництво (житлове та будівництво доріг), 47,2 % використовуються в сільськогосподарських цілях, 46,3 % зайнято лісами, 0,8 % не є продуктивними (річки, льодовики або гори).

## Демографія
2019 року в громаді мешкало 3002 особи (+5,7 % порівняно з 2010 роком), іноземців було 6,1 %. Густота населення становила 87 осіб/км².
За віковим діапазоном населення розподілялося таким чином: 19,2 % — особи молодші 20 років, 59,4 % — особи у віці 20—64 років, 21,4 % — особи у віці 65 років та старші. Було 1303 помешкань (у середньому 2,3 особи в помешканні).
Із загальної кількості 1864 працюючих 198 було зайнятих в первинному секторі, 298 — в обробній промисловості, 1368 — в галузі послуг.